# Samsung Galaxy SmartTag
Samsung Galaxy SmartTag (Самсунг галакси смарт тэг) — смарт-метки компании Samsung Electronics, представленные 14 января 2021 года. Используется как метка для нахождения любого предмета (следящее устройство) технологиями Bluetooth LE, NFC и UWB.

## Технические характеристики
Размеры: 39,1 x 39,1 x 10,4 мм
Масса: 13 г.
Защита от воды и пыли IP67.
Радиус действия Bluetooth в настоящее время неизвестен.

## Требования
- Устройства Galaxy (смартфоны, планшеты) с Android 8 или выше,[1]
- Аккаунт Samsung,[2]
- Приложение SmartThings.